# Die Sonne Chinas
Die Sonne Chinas (chinesisch 中国太阳, Pinyin zhōngguó tàiyáng) ist eine Science-Fiction-Kurzgeschichte des chinesischen Schriftstellers Liu Cixin, zuerst veröffentlicht in Science Fiction World (chinesisch 科幻世界, Pinyin kēhuàn shìjiè) in Chengdu in der Provinz Sichuan im Januar 2002. Eine deutsche Übersetzung von Marc Hermann erschien am 14. Januar 2019 in der Sammlung Die wandernde Erde, veröffentlicht vom Heyne Verlag.

## Handlung
Shuiwa arbeitet in der ländlichen Provinz als Schuhputzer. Sein Mitbewohner ist Lu Hai, der ein neues Nanogewebe entwickelt hat und mit einem daraus gebauten Solarkocher auf viel Geld hofft. Als von der „Sonne Chinas“ im Fernsehen berichtet wird, einem gewaltigen Solarspiegel im Orbit, um Regen in den ländlichen Regionen zu fördern, will Lu Hai nach Beijing ziehen, um dort mit seinem Nanomaterial den großen Durchbruch zu erzielen. Shuiwa will ihn begleiten und als Fensterputzer der vielen Hochhausfassaden viel Geld verdienen. Einige Jahre später ist die Sonne Chinas im Orbit, wird jedoch langsam von kosmischen Staub bedeckt. Lu Hai kontaktiert Shuiwa, um halbjährig die Arbeit der Reinigung als „Spiegelbauer“ zu übernehmen. Shuiwa wohnt von nun an auf der Sonne Chinas und freundet sich dort mit dem ebenfalls lebenden Stephen Hawking an. Zwanzig Jahre später gibt es weitaus fortschrittlicher Technologien zur Wettermanipulation und die Sonne Chinas wird aufgegeben. Lu Hai, nun Minister für Weltraumindustrie, will den Spiegel, zu groß um in der Erdatmosphäre zu verglühen, in den Sonnenorbit schießen. Shuiwa schlägt vor, ihn in ein interstellares Raumschiff umzuwandeln, angetrieben durch den Strahlungsdruck der Sonne. Gemeinsam mit anderen Menschen beginnt Shuiwa die lange Reise.

## Übersetzungen
Die Sonne Chinas wurde ebenfalls auf Englisch (2013 & 2016) und Spanisch (2019) übersetzt.

## Auszeichnungen
Die Sonne Chinas gewann den Galaxy Award im Jahr 2002.

## Kritik
Alexis Ong schreibt im Reactor Magazine, dass die Kurzgeschichte fesselnd und beinahe allegorischen beginnt („starts off with an engaging, semi-allegorical tale“), doch dann in einen übermäßig plumben Blick auf Klassenpolitik stolpere, welcher nicht extra hätte erklärt werden müssen („stumbles into an overly heavy-handed look at class politics that were already there and didn’t need to be extra-spelled out“) Zum Ende hin führt die Erzählung zu einer gewöhnlichen Auflösung, welche alte Muster wiederhole („narrative momentum dissolves into a generic resolution that repeats old beats“).
Jaymee Goh schreibt auf Strange Horizons, dass in Kurzgeschichten wie Die Sonne Chinas und Mit ihren Augen die Erklärungsansätze knallharte emotionale Impakte liefern, die tief bewegend sind („in stories such as 'Sun of China' and 'With Her Eyes,' the expository paragraphs deliver hard-hitting emotional landings that are deeply moving“). Insbesondere für Die Sonne Chinas merkt sie an, dass diese trotzdem aufgrund ihrer Süße heraussteche („the standout, for its sweetness“) unter anderem wegen der Darstellung der universellen Poesie der menschlichen Neugier und Ziele („its depiction of the poetic universality of human curiosity and ambition“) sowie da Liu Cixin mit jedem Kapitel die Vision seines Protagonisten immer weiter vergrößert („in each chapter of the story, Liu broadens the vision of his protagonist wider and wider“). Am Ende sei dabei das letzte Gespräch zwischen Shui und seinen Eltern sehr bewegend („the final exchange between Shui and his parents is especially moving“).